# Cerkiew Świętego Ducha w Wilnie
Cerkiew Świętego Ducha – cerkiew prawosławna w kompleksie budynków monasteru pod tym samym wezwaniem w obrębie wileńskiego Starego Miasta przy ulicy Aušros Vartų, w pobliżu Ostrej Bramy.

## Historia
Pierwsza drewniana cerkiew położona na tym miejscu została wzniesiona z fundacji sióstr Teodory i Anny Wołowicz w 1597. Opiekę nad obiektem sprawowało Bractwo Świętej Trójcy (następnie Świętego Ducha), które kilka lat wcześniej musiało przekazać cerkiew pod tym samym wezwaniem unitom. Od 1609 cerkiew przeszła pod opiekę nowo założonego monasteru i prowadzonej przy nim szkoły. Po 1611 była to jedyna świątynia prawosławna w Wilnie.
W 1634, za zezwoleniem króla Władysława IV, na miejscu drewnianej cerkwi powstała nowa, murowana, pod tym samym wezwaniem. Została ona poważnie uszkodzona (podobnie zresztą jak budynki monasteru) w czasie najazdu szwedzkiego na początku XVIII wieku. Obiekt mógł zostać odbudowany dzięki pomocy finansowej i materialnej ze strony cara rosyjskiego Piotra I. W latach 1748–1749 cerkiew została jednak ponownie zniszczona przez dwa pożary. Do 1753 obiekt został odbudowany pod kierunkiem Jana Krzysztofa Glaubitza, w kolejnych latach prowadzona była rekonstrukcja dekoracji wnętrza. Kolejnych strat cerkiew doznała w 1812 za sprawą armii napoleońskiej, która rozgrabiła wnętrze świątyni. W latach 1836–1837 dokonano kolejnej przebudowy obiektu, a w 1845 dobudowano istniejące do dziś wrota wiodące na teren klasztoru i cerkwi.
W 1850 arcybiskup wileński i litewski Józef (Siemaszko) uczynił świątynię sanktuarium męczenników Antoniego, Jana i Eustachego, których szczątki już wcześniej były przechowywane w cerkwi. Ich święto po dziś dzień odbywa się 27 kwietnia. W dwadzieścia lat później na polecenie generał-gubernatora Murawjowa dokonano kolejnej przebudowy obiektu, w czasie której usunięto z fasady świątyni elementy barokowe, utożsamiane z katolicyzmem. Z kolei w 1908 przeprowadzono remont wyposażenia cerkwi. W 1915, w obliczu wojny, mieszkańcy monasteru Świętego Ducha zostali ewakuowani do Moskwy, zabierając ze sobą relikwie męczenników. W czasie II wojny światowej cerkiew ponownie odniosła znaczne straty, bezpośrednio po wojnie była remontowana. W 1946 roku władze radzieckie zwróciły szczątki męczenników, eksponowane następnie pod baldachimem przed ikonostasem wewnątrz cerkwi. Ostatnią renowację przeszła w latach 90. XX wieku. Przy cerkwi do dziś działa męski monaster Świętego Ducha.

## Architektura
Obecnie zachowana cerkiew jest utrzymana w stylu klasycystycznym, chociaż (zwłaszcza we wnętrzu) wyraźnie widoczne są ślady wcześniejszego stylu barokowego. Fasada obiektu wybudowana została według zasad symetrii, z dwiema wieżami zwieńczonymi kopułami o wysokości 49 metrów. Jedyną dekorację wież stanowią doryckie pilastry. W przeszłości fasada posiadała więcej cech barokowych, w tym bogato zdobiony fronton, został on jednak usunięty w czasie przebudowy z 1873. Wejście do cerkwi prowadzi przez wysunięty przedsionek.
Układ i dekoracja wnętrz cerkwi zdradza wpływy architektury wileńskich kościołów katolickich, przede wszystkim położonego w okolicy kościoła św. Kazimierza. Obiekt wzniesiony jest na planie krzyża łacińskiego, całość jest trójnawowa. Barokowy ikonostas, według projektu Glaubitza, pochodzi z lat 1753–1756. W cerkwi znajduje się 20 ikon autorstwa Iwana Trutniewa, w tym ikona Zwiastowania ufundowana przez carycę Marię Aleksandrowną.

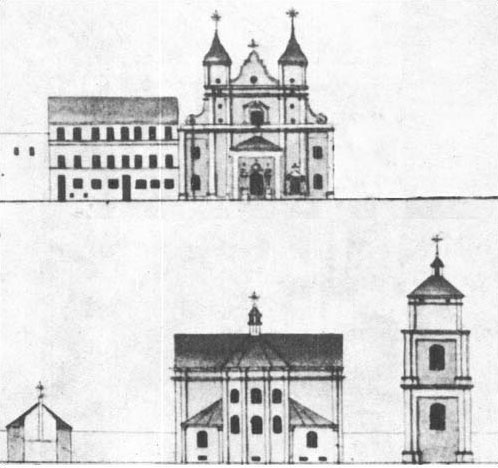
Inwentaryzacja z 1834 r. wykonana przed zniekształceniem barokowej fasady
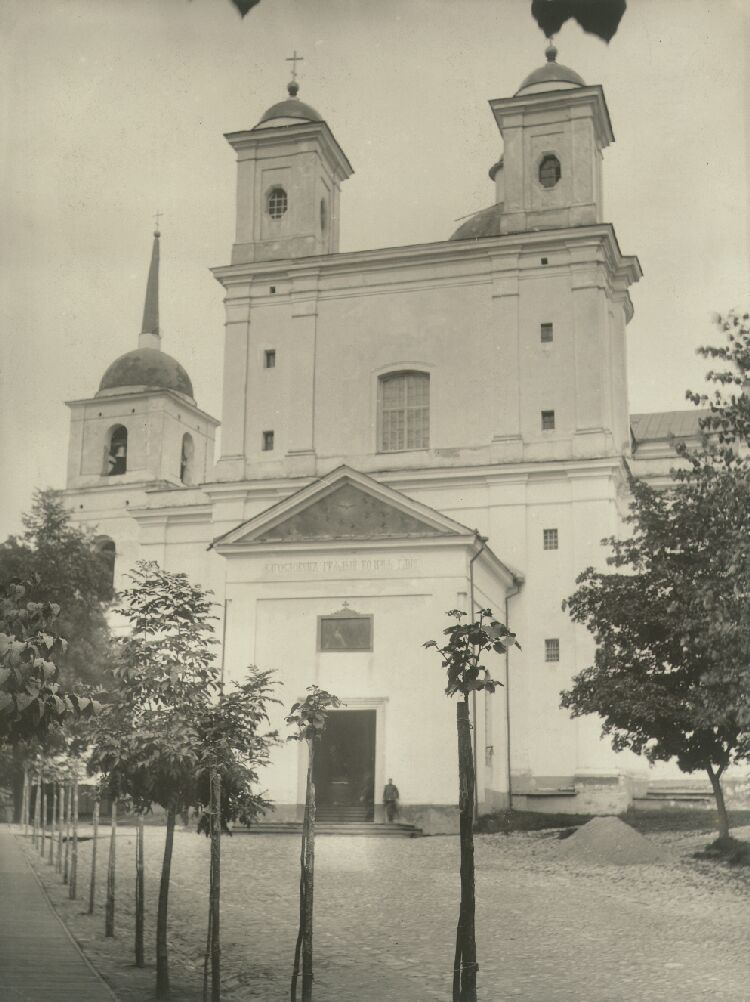
Cerkiew po przebudowie w czasach zaborów
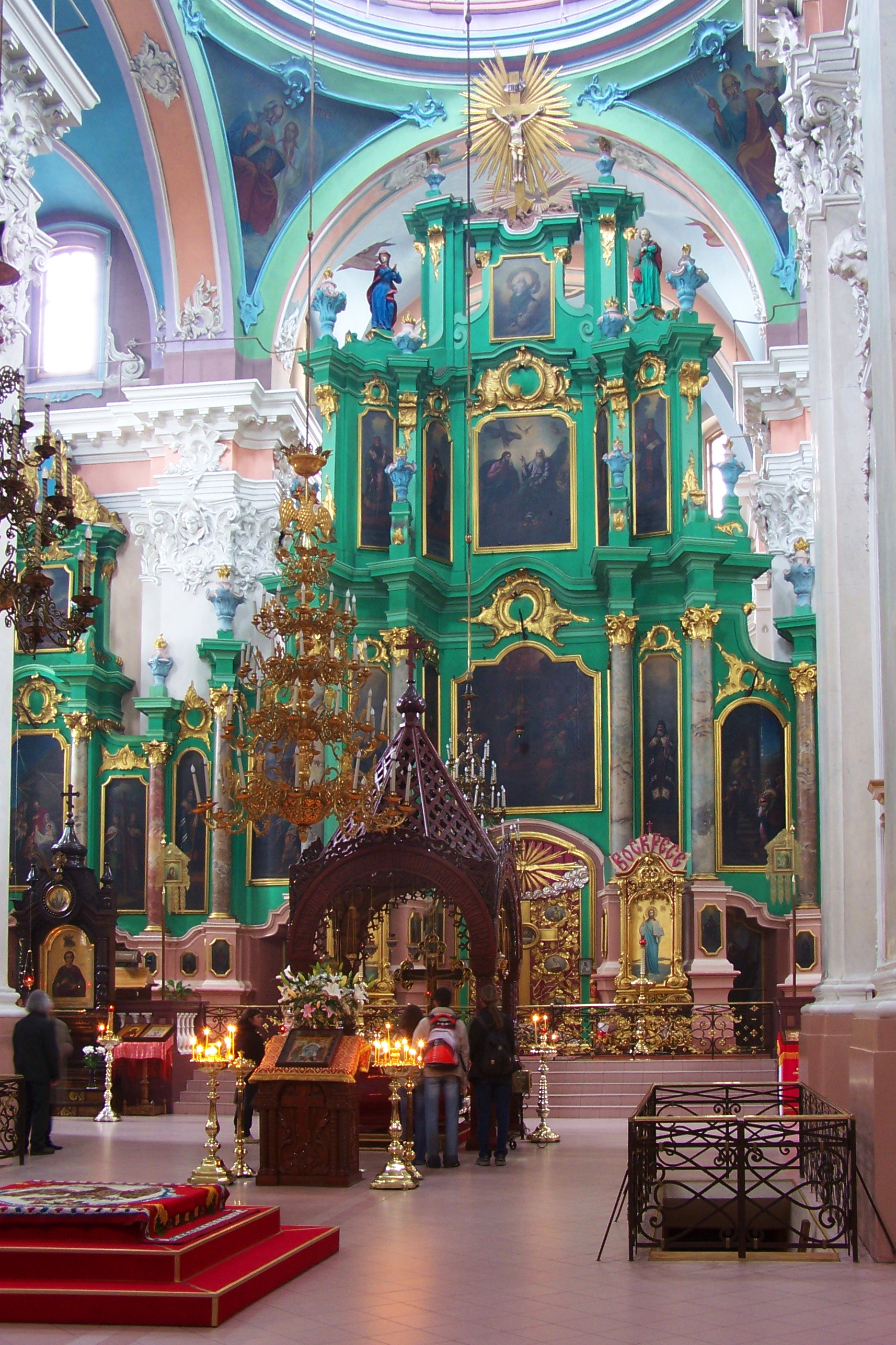
Ikonostas
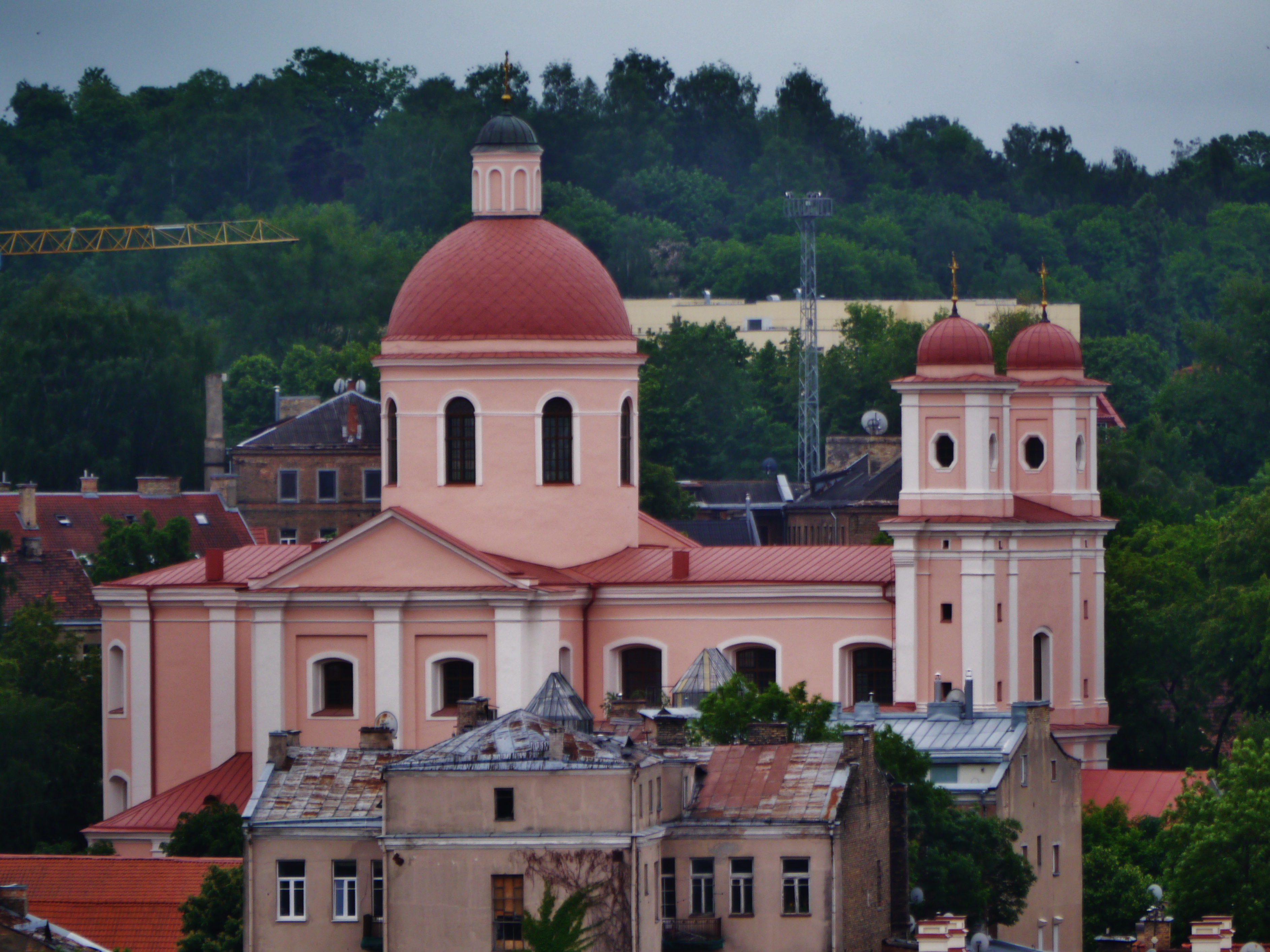